# 中山楓奈
中山 楓奈（なかやま ふうな、2005年〈平成17年〉6月17日 - ）は、日本のスケートボード選手。富山県富山市出身。富山市立山田中学校、龍谷富山高校卒業、早稲田大学スポーツ科学部在学中。ムラサキスポーツ所属。マネジメント会社はスポーツビズ。

## 略歴
スケートボード経験者の父に連れられて、家の近くに作られたスケートボードパークに通っているうちに、スケートボードにハマり、9歳の誕生日にスケートボードのデッキ（板）を贈られたことを機に、スケートボードの競技を始めた。
2018年、ムラサキパークで行われた日本スケートボード選手権に出場し、女子ストリート3位の成績をおさめた。さらに、2019年にはロンドンで開催されたストリートリーグに参加して6位の成績をおさめ、同年の日本選手権では優勝を果たした。
2021年に開催された2020年東京オリンピックの新競技であるスケートボード・ストリート女子競技で銅メダルを獲得した。
2022年7月に開催されたパリ2024オリンピックの最初の予選大会「ストリート・スケートボード・ローマ2022」では国際大会初の優勝を果たした。
2022年、アジア人女性として初めて「THRASHER MAGAZINE」の表紙を飾る。使用された写真はアメリカ・ロサンゼルスにあるストリートスポット「Hollywood High」で得意技のフロントサイドKグラインドを決めた写真であった。
2024年パリオリンピックのスケートボード競技の女子ストリートでは決勝に進み7位だった。

## 人物
テレビアニメ『あらいぐまラスカル』の主題歌「ロック・リバーへ」をお気に入りの曲としている。2021年7月26日に行われた東京オリンピック競技後のインタビューにおいて、競技中に「（同じ種目に出場していた）西矢椛とラスカルの話をしていた」と答えたため、インターネット上にて様々な憶測を呼んでいた。その後、翌朝の各情報番組のインタビューにおいて、アニメの「ラスカル」のことであることを明かし、CS放送の「キッズステーション」でこの曲を見つけ、「いい曲でテンションが上がるから」と説明している。取材でアニメや漫画が好きだと公言しており、SNSにはよくアニメキャラクターのフィギュアを載せている。

## 戦績
- 2019年 - 第3回日本スケートボード選手権大会優勝[6][16]
- 2021年 - 世界選手権6位[6]
- 2020年東京オリンピック 銅メダル[1]
- 2021年 - SLS in Salt Lake City 準優勝
- 2021年 - SLS in Lake Havasu City 3位
- 2022年 - マイナビスケートボード日本OPEN 優勝
- 2022年 - X Games Chiba 2022 銀メダル
- 2022年 - Street Skateboarding Rome 2022 優勝